# المكتب الاستعماري
كان المكتب الاستعماري (بالإنجليزية: The Colonial Office) وزارة في مملكة بريطانيا العظمى ولاحقًا في المملكة المتحدة، أُنشِئ لأول مرة للتعامل مع شؤون أمريكا الشمالية البريطانية الاستعمارية، بالإضافة أيضًا للإشراف على العدد المتزايد من مستعمرات الإمبراطورية البريطانية. لم يكن المكتب الاستعماري مسؤولًا أبدًا عن جميع الأراضي الإمبراطورية البريطانية على الرغم من اسمه، فوقعت المحميات مثلًا تحت سلطة وزارة الخارجية، وكانت الهند البريطانية تحت حكم شركة الهند الشرقية حتى عام 1858 (وحكم الراج البريطاني مكتب الهند نتيجة للتمرد الهندي)، وذلك مع تغير دور المكتب الاستعماري في شؤون الدومينيونات (الدول المستقلة من دول الكومنولث البريطاني) مع مرور الوقت.
ترأس المكتب الاستعماري وزير الدولة لشؤون المستعمرات، المعروف أيضًا بشكل غير رسمي باسم وزير المستعمرات.

## المكتب الاستعماري الأول (1768–1782)
كانت مسؤولية شؤون المستعمرات البريطانية قبل عام 1768 جزءًا من واجبات وزير الدولة للوزارة الجنوبية؛ ولجنة من مجلس الملكة الخاص المعروف باسم مجلس التجارة والمزارع.
أُنشِئت الوزارة الأمريكية أو الاستعمارية المنفصلة في عام 1768 للتعامل مع الشؤون الاستعمارية في أمريكا الشمالية البريطانية. أُلغيَت الوزارة في عام 1782 بعد فقدان ثلاثة عشر من مستعمراتها. نُقِلت مسؤولية المستعمرات المتبقية إلى وزارة الداخلية، ونُقِلت في عام 1801 إلى مكتب الحرب.

## المكتب الاستعماري الثاني (1854-1966)
قُسِم مكتبا الحرب والاستعمار في عام 1854 إلى قسمين، مكتب الحرب والمكتب الاستعماري الجديد، الذي أُنشِئ للتعامل بشكل خاص مع الشؤون في المستعمرات، وكُلِّف به وزير الخارجية للمستعمرات. لم يكن المكتب الاستعماري مسؤولًا عن جميع الممتلكات البريطانية في الخارج؛ فكان كل من الراج البريطاني والأراضي البريطانية الأخرى بالقرب من الهند مثلًا تحت سلطة مكتب الهند منذ عام 1858. تقع محميات أخرى غير رسمية، مثل الخديوية المصرية، تحت سلطة وزارة الخارجية.
أُنشِئت إدارة للهجرة في المكتب الاستعماري بعد عام 1878 عندما ألغيت لجنة الهجرة. ُدِمجت هذه الإدارة مع الإدارة العامة في عام 1894 قبل إلغاءها بشكل كامل في عام 1896.
أدى الاستقلال المتزايد للدومينيونات أستراليا، وكندا، ونيوزيلندا، ونيوفاوندلاند وجنوب إفريقيا، في أعقاب المؤتمر الإمبراطوري (مؤتمر كامبل بنرمان) في عام 1907 إلى تشكيل قسم دومينيون منفصل داخل المكتب الاستعماري. ضمت وزارة المملكة المتحدة وزير دولة منفصل لشؤون الدومينيونات منذ عام 1925 وما بعد.
كُلِّف المكتب الاستعماري بعد مؤتمر القاهرة الذي عقد في مارس 1921 بإدارة الانتداب البريطاني على فلسطين بدلًا من وزارة الخارجية.
وضعت منظمة إرجون (المنظمة العسكرية القومية في إسرائيل) قنبلة في المكتب الاستعماري في 16 أبريل 1947، ولكنها لم تنفجر. ارتبطت المؤامرة بتفجير السفارة في عام 1946.
دُمِج مكتب الدومينيونات مع مكتب الهند لتشكيل مكتب علاقات الكومنولث بعد حصول دومينيون الهند ودومينيون باكستان على الاستقلال في عام 1947. أعيد دمج مكتب علاقات الكومنولث مع المكتب الاستعماري في عام 1966، وشكل مكتب الكومنولث. دمجت هذه الوزارة نفسها في وزارة الخارجية بعد ذلك بعامين، وأُنشِئت وزارة الخارجية وشؤون الكومنولث.
كان للمكتب الاستعماري مكاتب في المبنى الرئيسي لمكتب الخارجية والكومنولث في وايت هول.